# Liste der denkmalgeschützten Objekte in Budětice
Grundlage dieser Liste der denkmalgeschützten Objekte in Budětice ist die ÚSKP-Liste (Ústřední seznam kulturních památek České republiky, deutsch Zentrale Liste der Kulturdenkmäler der Tschechischen Republik), die von der tschechischen Denkmalschutzbehörde NPÚ (Národní památkový ústav, deutsch Nationale Denkmalbehörde) seit 1987 geführt wird und an die seit dem Jahr 1850 geschaffenen Listen anschließt.

## Denkmalgeschützte Objekte nach Ortsteilen

### Budětice
| Lage                                                          | Objekt                                  | Beschreibung | ÚSKP-Nr.                  | Bild           |
| ------------------------------------------------------------- | --------------------------------------- | --- | ------------------------- | -------------- |
| Budětice, auf der Brücke (Standort)                           | Nischenkapelle Hl. Johannes von Nepomuk | Kleine Nischenkapelle aus dem frühen 20. Jahrhundert, die auf dem Steingeländer der älteren Brücke steht. In der Kapelle eine polychrome Statue des Hl. Johannes von Nepomuk. | 33417/4-2795 Info Katalog | weitere Bilder |
| Budětice, Hügel Džbán (Standort)                              | Budětice Schloss                        | Eine der ältesten aristokratischen Burgen in der Region. | 38733/4-2796 Info Katalog | weitere Bilder |
| Budětice, auf der Landstraße von Rabí nach Budětic (Standort) | Straßenbrücke                           | Eine Straßenbrücke aus der Zeit um 1770, gemauert mit Material aus einem Steinbruch. Auf ihr überquert die Straße von Rabí nach Budětice einen namenlosen Bach.               | 44186/4-4287 Info Katalog | BW             |
| Budětice (Standort)                                           | Kirche der Heiligen Peter und Paul      | Ursprünglich romanische Kirchenarchitektur aus der Mitte des 13. Jahrhunderts, spätgotisch rekonstruiert, wertvolle barocke Umbauten, erhaltener Barockdachstuhl.             | 46720/4-2791 Info Katalog | weitere Bilder |

### Vlkonice (Budětice)
| Lage                                        | Objekt        | Beschreibung | ÚSKP-Nr.                  | Bild           |
| ------------------------------------------- | ------------- | --- | ------------------------- | -------------- |
| Vlkonice (Budětice), Vlkonice 15 (Standort) | Gehöft Nr. 15 | Ländliches, barockes Bauernhaus aus der zweiten Hälfte des 18. Jahrhunderts mit einem malerisch gravierten Giebel. Halbkreisförmiges Gewölbetor und Wirtschaftsgebäude im Innenhof.                                     | 41899/4-3505 Info Katalog | Gehöft Nr. 15  |
| Vlkonice (Budětice), Vlkonice 9 (Standort)  | Gehöft Nr. 9  | Ursprünglich barockes Landhaus aus der zweiten Hälfte des 18. Jahrhunderts. Dreieckig gravierter Giebel, Verbindungstor mit halbkreisförmigem Gewölbeeingang und Bogengiebel. Im Hof Wirtschaftsgebäude.                | 34844/4-3504 Info Katalog | Gehöft Nr. 9   |
| Vlkonice (Budětice) (Standort)              | Kapellchen    | Eine kleine Dorfkapelle auf einem rechteckigen Grundriss mit einem dreieckigen Giebel und einem schlanken hohen polygonalen Turm. Spätbarocke Landkapelle aus dem Ende des 18. Jahrhunderts mit atypischem Glockenturm. | 33688/4-3503 Info Katalog | weitere Bilder |